# 트위트봇
트위트봇(Tweetbot)은 Tapbots LLC에서 만든 iOS, iPadOS 및 macOS용으로 개발된 서드파티 트위터 클라이언트이다. API를 통한 서드파티 앱을 금지하기로 한 트위터의 결정에 따라 2023년 1월 19일에 앱 스토어에서 중단되고 제거되었다.

## 접수
PC 매거진은 디자인과 사용자 정의 측면에서 칭찬했지만 이후 버전에서 해결된 문제인 여러 트위터 계정에 대한 지원이 부족하다는 점을 비판했다. 맥 스토리즈(Mac Stories)에서는 리뷰어가 가장 좋아하는 "훌륭한" 트위터 클라이언트로 평가했다. 데일리 텔레그래프는 별 4/5개를 주었다. 맥월드는 "인상적인" 기능 세트와 디자인을 칭찬했다.